# Балыклей (река)
Балыклей — река в России, протекает в Инжавинском районе Тамбовской области. Левый приток Вороны.

## География
Река берёт начало восточнее посёлка Филатовский. Течёт на север по открытой местности через населённые пункты Кулевча, Плодопитомник, Коноплянка. Устье реки находится у села Балыклей в 216 км по левому берегу реки Ворона. Длина реки составляет 20 км, площадь водосборного бассейна 173 км².

## Данные водного реестра
По данным государственного водного реестра России относится к Донскому бассейновому округу, водохозяйственный участок реки — Ворона, речной подбассейн реки — Хопёр. Речной бассейн реки — Дон (российская часть бассейна).
Код водного объекта в государственном водном реестре — 05010200212107000006694.